# Sanktuarium Matki Bożej Studzieniczańskiej

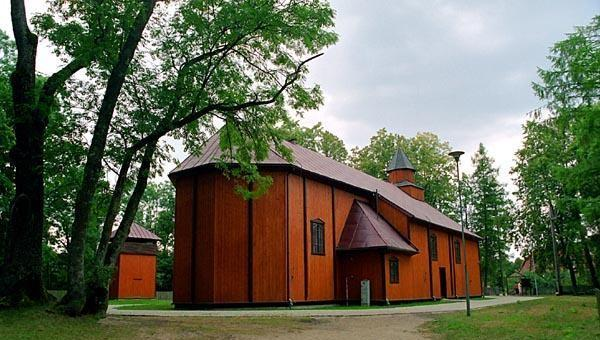
Kościół w Studzienicznej z 1847

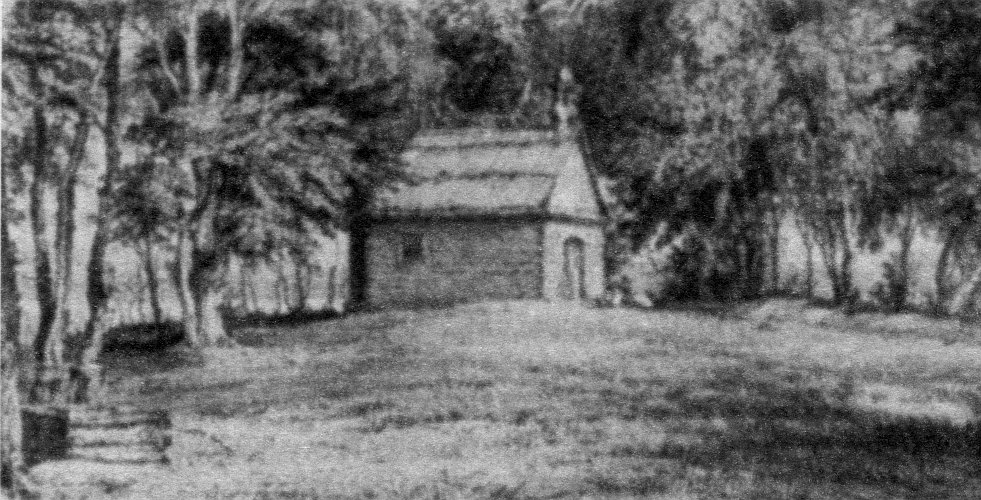
Drewniana kaplica na wyspie (rys. Alojzy Misierowicz, 1857)

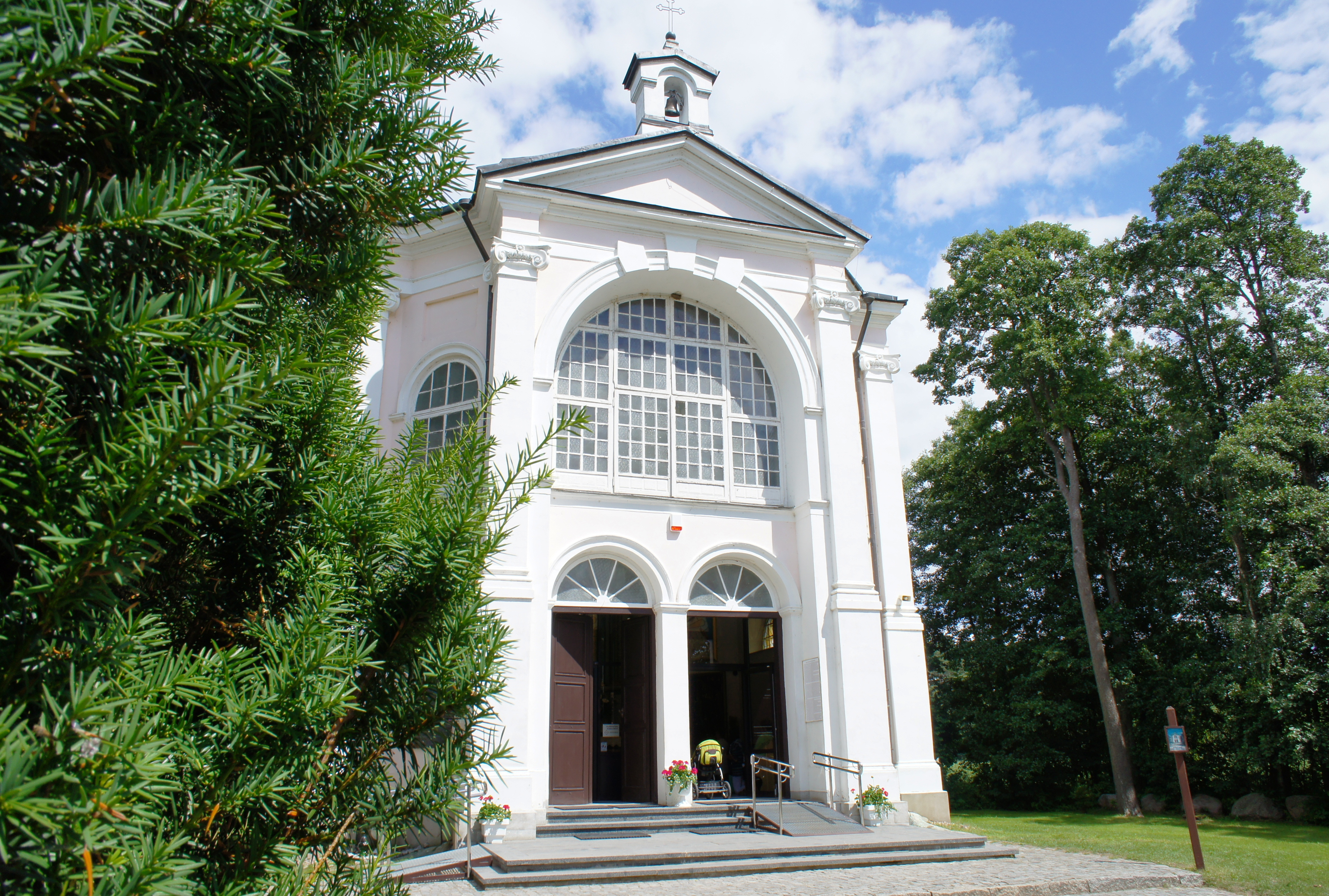
Kaplica w Studzienicznej z 1872

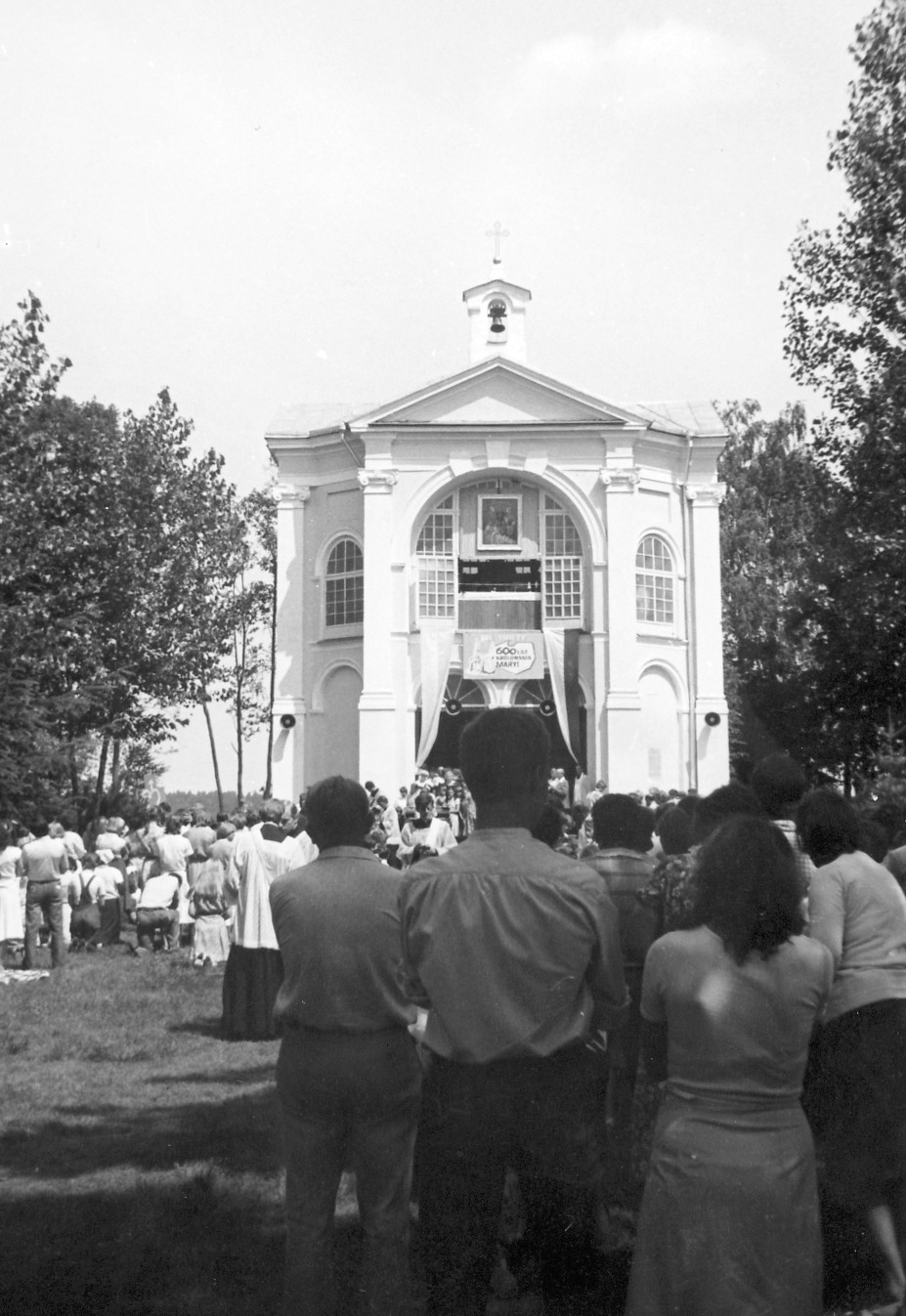
Uroczystość w latach 80. XX w.

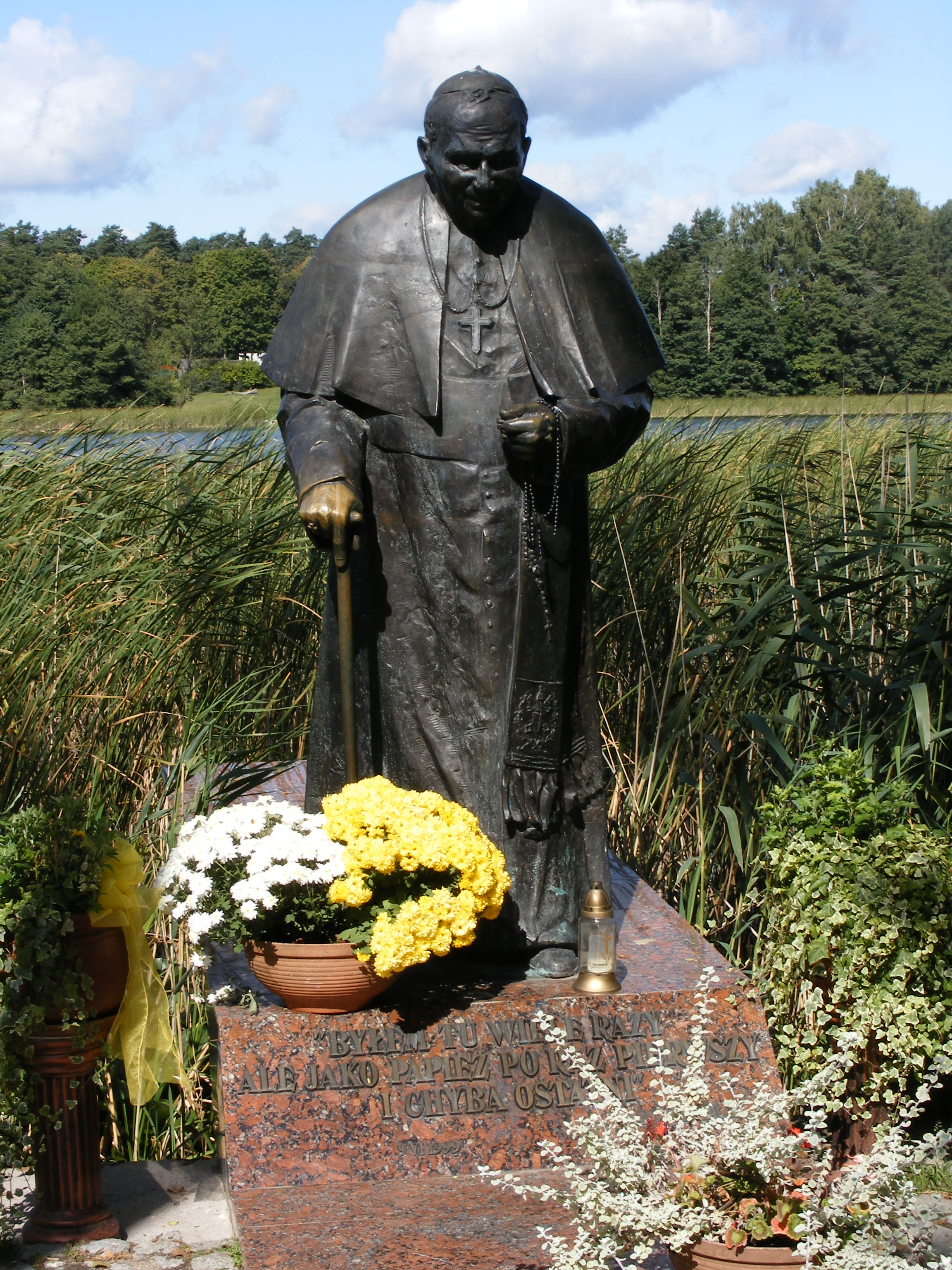
Pomnik Jana Pawła II

Sanktuarium Matki Bożej Studzieniczańskiej – sanktuarium maryjne w diecezji ełckiej, położone w Studzienicznej (administracyjna część Augustowa).

## Historia
Wedle legendy w czasach pogańskich istniało na terenie Studzienicznej miejsce kultu, o czym miały świadczyć kilkusetletnie dęby. Początki kultu maryjnego w okolicach Augustowa sięgają XVII w. Według wzmianki z 1689 przywieziono do miasta obrazy Matki Boskiej. Wizytacja dekanatu augustowskiego z roku 1700 zaświadcza, że istniało wtedy na obszarze dekanatu miejsce słynące z cudów, nie jest jednak znane jego dokładnie położenie. Późniejszy dokument - list przeora zakonu kamedułów z Wigier do kurii wileńskiej z 1740 r. - zawiera wzmiankę, że na wyspie Jeziora Studzienicznego kopia obrazu Matki Bożej Częstochowskiej była czczona przez okoliczną ludność przynajmniej od roku 1728. W tym czasie przebywał też na wyspie nieznany z imienia pustelnik. W roku 1741 proboszcz augustowski uzyskał pozwolenie na budowę kaplicy, jednak na skutek protestów kamedułów z Wigier budowa opóźniała się.
W 1772 na wyspie osiadł pustelnik Wincenty Morawski, były major lub pułkownik wojsk polskich, należący do Franciszkańskiego Zakonu Świeckich, i wybudował drewnianą kapliczkę. W 1777 starosta augustowski Stanisław Karwowski zakupił w Augustowie inną drewnianą kaplicę, którą Morawski z pomocą ludności przeniósł do Studzienicznej. Morawski w roku 1782 odbył pielgrzymkę do Rzymu, gdzie uzyskał prawo do czterech odpustów zupełnych rocznie (Zesłanie Ducha Świętego - Zielone Święta, 26 lipca na św. Anny, 16 maja na św. Nepomucena i 23 września na św. Tekli).
Pierwszy drewniany kościół powstał w Studzienicznej w 1786. W roku 1795 wieś została odłączona od parafii w Augustowie i znalazła się w nowo utworzonej parafii w Szczebrze. Pod koniec XVIII wieku w odpustach w Studzienicznej brało udział ok. 500 osób. Według przybywających pielgrzymów woda ze studzienki przy kaplicy miała własności lecznicze. Nazwa miejscowości Studzieniczna wywodzi się od tej studni.
W XIX wieku Studzieniczna stała się jednym z ważniejszych ośrodków odpustowych w diecezji augustowskiej (sejneńskiej). Pątnicy gromadzili się przede wszystkim na odpust w Zielone Święta i św. Anny. Dwa pozostałe odpusty straciły na znaczeniu. Wierni przybywali nie tylko z pobliskich terenów, ale również wozami z dalszych okolic diecezji - już na kilka dni przed uroczystością. W 1859 liczbę przybyłych szacowano na kilkanaście tysięcy. Po powstaniu styczniowym liczba pielgrzymów zmalała. Na przełomie XIX i XX w. wynosiła ok. 5-6 tys. rocznie. Ponownie wzrosła po roku 1905 - przybywało wtedy do 40 tys. wiernych.
Pielgrzymi składali w ofierze świece, płótno, len, wełnę, wosk, obmywali się wodą, na kolanach ze świecą trzykrotnie obchodzili kaplicę. Na przełomie XIX i XX w. upowszechnił się zwyczaj przybywania ze znakami religijnymi, krzyżami i chorągwiami. W trakcie odpustu wierni przystępowali też do spowiedzi.
Kościół w Studzienicznej zyskał w 1838 rangę filii parafii w Szczebrze. Dzwonnicę zbudowano ok. 1820 r. W związku z rozwojem sanktuarium w roku 1847 powstał nowy drewniany kościół pw. Matki Bożej Szkaplerznej. W miejscu starej drewnianej kaplicy na wyspie zbudowano w 1872 nową murowaną kaplicę Najświętszej Marii Panny. W 1873 powstała w Studzienicznej samodzielna parafia Matki Bożej Szkaplerznej. Pod koniec XIX w. została usypana grobla łącząca wyspę ze stałym lądem. Plebanię zbudowano w 1908.
Również w dwudziestoleciu międzywojennym pielgrzymi masowo przybywali na odpust w Studzienicznej, np. w 1936 do komunii przystąpiło ok. 10 tys. osób, zaś liczbę przybyłych szacowano na kilkadziesiąt tysięcy.
Zarówno w XIX, jak i w XX w. odpusty w Studzienicznej miały charakter nie tylko religijny, ale i patriotyczny. Manifestacje patriotyczne odbywały się m.in. w latach 1861-1862 (w 1861 magistrat w Augustowie wyznaczył urzędników i policjantów do inwigilowania odpustów) oraz 1905-1907. W 1945 żołnierze NKWD aresztowali kilkudziesięciu uczestników. W 1946 w trakcie uroczystości działacze PPR i SL zorganizowali wiec informacyjny. W maju 1989 w uroczystościach brali udział kandydaci Komitetu Obywatelskiego „Solidarność” z woj. suwalskiego w wyborach parlamentarnych (m.in. Andrzej Wajda i Bronisław Geremek).
W 1973 roku Studzieniczna została włączona w administracyjne granice Augustowa. W roku 1978 i 1979 w miejscowości wypoczywał prymas Stefan Wyszyński. 17 września 1995 obraz Matki Bożej Studzieniczańskiej (kopia obrazu Matki Bożej Częstochowskiej) został koronowany (w uroczystościach brał udział m.in. prymas Józef Glemp, nuncjusz apostolski Józef Kowalczyk oraz prezydent Lech Wałęsa). W czerwcu 1999, podczas przedostatniej pielgrzymki do Polski, sanktuarium w Studzienicznej odwiedził papież Jan Paweł II. Obok kaplicy na wyspie znajduje się pomnik z 2000 r. upamiętniający to wydarzenie.
Kościół w Studzienicznej został wpisany do rejestru zabytków w roku 1966, zaś cały zespół sakralny (wraz z kaplicą, dzwonnicą i dawnym cmentarzem przykościelnym) – w roku 1980. W sąsiedztwie sanktuarium położony jest też zabytkowy cmentarz parafialny z XIX w.
Na terenie sanktuarium znajdują się dwa pomniki przyrody:
- jesion wyniosły (ok. 10 m od kościoła, obwód 347 cm, wys. 22,5 m)[6]
- dąb szypułkowy (ok. 70 m od kościoła, obwód 512 cm, wys. 24,5 m)[7]